# Asafa Powell
Asafa Powell (Spanish Town, 1982. november 23. –) olimpiai és világbajnok jamaicai rövidtávfutó. 2005 júniusa és 2008 májusa között ő tartotta a 100 méteres síkfutás világrekordját, eleinte 9,77, majd 9,74 másodperccel.

## Pályafutása
Powell a nagy világversenyeken rendszerint nem tud úgy teljesíteni, ahogyan képességei szerint képes lenne: eddigi egyetlen olimpiai aranyérmét a pekingi olimpián szerezte hazája 4 × 100-as váltójának befutóembereként, a világbajnokságokon szintén csak a váltófutásban sikerült aranyérmet szereznie. Jelenlegi legjobbja 9,72 másodperc, amit Lausanne-ban futott.
Powell 72-szer futott 10 másodpercen belül 100 méteren. A korábbi rekordot Maurice Greene tartotta, akinek ez 53-szor sikerült.
2013-ban megbukott egy doppingvizsgálat során, ezért másfél éves (2013. június 21. – 2014. december 20.) eltiltást kapott.
190 cm magas, 88 kg.